# Chowdenahalli, Channarayapatna
Chowdenahalli là một làng thuộc tehsil Channarayapatna, huyện Hassan, bang Karnataka, Ấn Độ.